# Buenos Aires me mata
Buenos Aires me mata es una película argentina de 1998 dirigida por Beda Docampo Feijóo sobre su propio guion escrito en colaboración con Laura Ramos, y basado en la columna de Ramos publicada en el diario Clarín. Es protagonizada por Imanol Arias, Fernán Mirás, Eleonora Wexler y Nancy Dupláa. Se estrenó el 13 de agosto de 1998.

## Origen del título
El título del film estaría basado en uno similar, el de una película británica de 1991 titulada Londres me mata (London kills me), la cual fue escrita y dirigida por Hanif Kureishi.

## Sinopsis
El relato se centra en la vida de seis jóvenes cuyos caminos se cruzan en la noche de inauguración de la discoteca La Nave en la Ciudad de Buenos Aires, donde actuará la misteriosa y extravagante Condesa Pavlova, una popular performer travesti quien dice ser nieta de Lenin.
La historia está dividida en seis capítulos: "Golpes en la espalda", "El rodar de los sueños", "Frenesí", "Almas sensibles", "Corazones sensibles" y "Los condenadamente solos".

## Reparto
Participaron en el filme los siguientes actores:
- Imanol Arias
- Fernán Mirás
- Eleonora Wexler
- Nancy Dupláa
- Claudio Tolcachir
- Leonardo Saggese
- Maximiliano Ghione
- Juan Pablo Baillinou
- Silvina Bosco
- Marta Betoldi
- Julieta Cardinali
- Beatriz Spelzini
- Nicolás Pauls
- Osvaldo Santoro
- Andrés Lafuente
- Victoria Manno
- Daniela Catz

## Comentarios
Quintín en El Amante del Cine  escribió:

«No es la primera vez que el cine argentino proclama burdamente la inocencia de la juventud y la irresponsabilidad de los Adultos. Pero es la primera vez que los personajes utilizados para encarnar este aforismo dudoso están signados por la imbecilidad más absoluta.»

Adolfo C. Martínez en La Nación opinó:

«Ninguna de las situaciones, armadas con frases sentenciosas y escenas por momentos inverosímiles, logra el calor humano y la poética necesaria para conmover por el camino de unas vidas necesitadas de comprensión y de piedad.»

Rafael Granado en Clarín dijo:

«Apenas en contados momentos, el realizador…se acerca  con toques veraces a esa juventud que se aturde, que grita, que cae en histerias frente al ídolo de turno, que se revela zafada o liberada. El resto del relato es como que Docampo Feijoo siente ese mundo ajeno, lejano, sin que consiga penetrar en sus códigos.»

Manrupe y Portela escriben:

«Docampo Feijóo hace alarde  de un mundo postmoderno y decadente, superficial a la vez que místico, osa travestir a Imanol Arias, hacer de Pastora Vega una dealer y convertir a Nicolás Pauls en astro del rock cantando un bolero de Chico Novarro.»